# Kritérium rozpačitosti

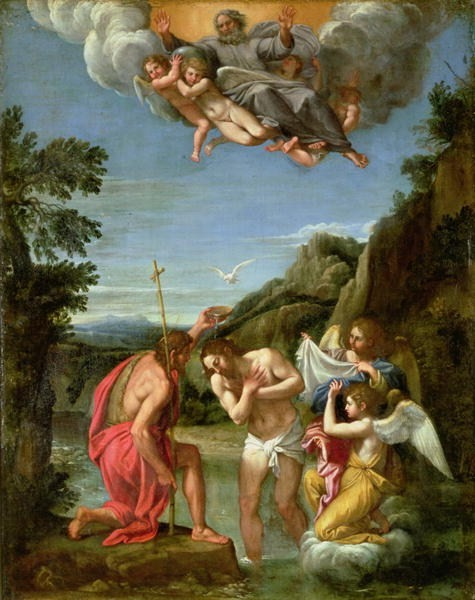
Křest Krista od Francesca Albaniho. Jelikož staví Jana jako nadřazeného Ježíši, bylo kritérium rozpačitosti použito k argumentaci pro historicitu Ježíšova křtu Janem Křtitelem.

Kritérium rozpačitosti je nástroj historické analýzy. Historický popis je považován za pravděpodobnější, pokud by historická událost mohla uvést autora svědectví do rozpaků. Pravděpodobnost vymyšlení svědectví takovéto události má být v tomto případě menší.
Někteří biblisté užívají toto kritérium k posouzení, zda jsou zprávy o Ježíšových činech a slovech z nového zákona historicky pravděpodobné.
Kritérium rozpačitosti je jedním z kritérií autenticity užívaných akademiky, jako jsou kritérium odlišnosti, kritérium jazyka a prostředí, kritérium koherence a kritérium vícenásobné atestace.

## Historie užití
Kritérium rozpačitosti je dlouhodobě užívaný nástroj v Novozákonních studiích. Pojem byl poprvé použit Johnem P. Meierem v jeho knize z roku 1991 A Marginal Jew.

## Příklady
Podstatou kritéria rozpačitosti je úvaha, že raná církev by neměla důvod fabrikovat či falšovat dokumenty tak, aby výsledek buď ztrapnil jejich autora, nebo oslabil církevní pozici v argumentaci s oponenty. Pravděpodobnější je, že ztrapňující materiál pocházející od Ježíše by byl v pozdějších fázích evangelijní tradice buď potlačen nebo změkčen. Toto kritérium se samo o sobě používá jen zřídka a obvykle je doplňováno jinými nástroji historické metody.
Samotné ukřižování Ježíše Krista je příkladem události, která splňuje kritérium rozpačitosti. Ukřižování bylo v kultuře starověkého Říma považováno za nejhanebnější a nejvíce ponižující způsob popravy. Zastánci užívání tohoto kritéria tvrdí, že právě proto je nepravděpodobné, že by si tuto událost následovníci Krista vymysleli.

## Kritika
Užití kritéria je obzvlášť v oblasti biblických studií kritizováno. 
Kritici zpochybňují schopnost moderního člověka dostatečně přesně odhadnout, jestli by daná událost opravdu uvedla autora do rozpaků. Kritérium považují za zneužité. Není podle nich dostačující k prokázání historické události bez jiných podporujících důkazů.